# National Transcontinental Railway

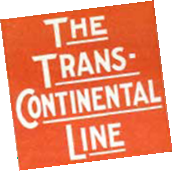
Ehemaliges Logo der Eisenbahngesellschaft

Die National Transcontinental Railway (NTR) war eine staatliche Eisenbahngesellschaft in Kanada. Sie wurde am 24. Oktober 1903 gegründet, um eine transkontinentale Eisenbahnstrecke von Moncton bis Winnipeg zu bauen, wo sich die im gleichen Jahr gegründete Grand Trunk Pacific Railway in Richtung Pazifik anschließen sollte. Die Bauarbeiten begannen 1906 und konnten bis auf die Québec-Brücke über den Sankt-Lorenz-Strom in Quebec City im November 1913 abgeschlossen werden. 1915 nahm auch die GTPR bis Prince Rupert an der Pazifikküste ihren Betrieb auf. Nach einigen Nachbesserungsarbeiten wurde die National Transcontinental Railway von Moncton bis Winnipeg am 1. Juni 1915 offiziell eröffnet. Die Québec-Brücke ging jedoch erst am 3. Oktober 1919 in Betrieb.
Die Strecke führte von Moncton über Edmundston, Quebec City, Amos und Cochrane nach Winnipeg. Das Streckenende in Moncton befand sich etwa 1,2 Kilometer vor dem Intercolonial-Bahnhof. Diese 1,2 Kilometer Strecke wurden mitbenutzt. Die Bahn verlief jedoch von dem Abzweig noch knapp 20 Kilometer direkt neben der Intercolonial-Hauptstrecke. Da die Qualität der Gleisanlagen der NTR einen sehr hohen Standard aufwies, entschied die Intercolonial schon wenige Monate nach Eröffnung der NTR, ihre parallele Strecke stillzulegen und stattdessen die NTR mitzubenutzen. Lediglich drei Kilometer in Moncton blieben bestehen. 
Die kanadische Regierung verpachtete die Bahn an die Grand Trunk Railway, die auch die Muttergesellschaft der GTPR war. Schon bald konnte die GTR jedoch die Pachtgebühren nicht mehr zahlen und die Regierung übertrug die Betriebsführung der Intercolonial Railway. Am 1. August 1914 gingen diese, die NTR sowie weitere Bahngesellschaften in den Canadian Government Railways auf, die 1918 in die Canadian National Railways umgegründet wurden. 
Aufgrund ihrer Streckenführung abseits der dichter besiedelten Gebiete konnte die Strecke nie viel Gewinn abwerfen. Der Abschnitt von Pelletier bis Quebec City wurde 1976 stillgelegt, nachdem eine 45 Kilometer lange Neubaustrecke von Pelletier zur früheren Intercolonial-Hauptstrecke gebaut worden war. 1986 endete der Zugverkehr zwischen Nakina und Calstock und 1997 zwischen Cochrane und La Sarre. Der dazwischenliegende Abschnitt Calstock–Cochrane wurde 1993 an die Ontario Northland Railway verkauft.